# جيمس غريني هاردي
جيمس غريني هاردي (بالإنجليزية: James Greene Hardy)‏ هو سياسي أمريكي، ولد في 3 مايو 1795 في الولايات المتحدة، وتوفي في 16 يوليو 1856.